# EHF Champions League 2020-2021 (maschile)
L'EHF Champions League 2020-2021 è stata la 61ª edizione (la 28ª con questa denominazione) della Champions League, organizzata dalla EHF per squadre maschili di pallamano. Il torneo è iniziato il 16 settembre 2020 e si è concluso il 13 giugno 2021 con la finale alla Lanxess Arena di Colonia, in Germania.
Il torneo è stato vinto per la decima volta dagli spagnoli del Barcellona, che in finale hanno superato i danesi dell'Aalborg.

## Formato
Al torneo prendono parte 16 squadre. La prima parte del torneo consiste in una fase a gironi e le 16 squadre partecipanti sono state divise in due gironi da 8 squadra ciascuno. Nei due gironi ciascuna squadra affronta le altre due volte in partite di andata e ritorno, per un totale di 14 giornate. Inizialmente, era stato previsto che al termine della fase a gironi le prime due classificate di ciascun girone sarebbero state ammesse direttamente ai quarti di finale, mentre le squadre classificate dal terzo al sesto posto avrebbero disputato i play-off per l'ammissione ai quarti.
Il 10 febbraio 2021 l'EHF ha deciso di modificare il formato del torneo per garantire una competizione più equa possibile, alla luce del rinvio di diverse partite a causa della pandemia di COVID-19 in Europa, che ha alterato la regolarità della competizione. Il 26 febbraio successivo l'EHF ha deciso di fissare sul 10-0 il risultato delle partite non ancora disputate sulla base delle motivazioni che avevano portato al rinvio, più una partita fissata sul 5-5. Inoltre, per evitare situazioni poco chiare legate all'eventuale assegnazione a tavolino di partite che non si riuscirebbe a disputare entro la fine della fase a gironi, l'EHF ha stabilito che tutte le squadre partecipanti sarebbero state ammesse alla fase a eliminazione diretta. Tutte e 16 le squadre sono ammesse agli ottavi di finale, dove si affrontano secondo lo schema per il quale la prima classificata di un girone affronta l'ottava classificata dell'altro girone, la seconda classificata affronta la settima, la terza la sesta e la quarta la quinta.
Le vincitrici dei quarti di finale accedono alla final four per l'assegnazione del titolo.

## Squadre partecipanti
Un totale di 24 squadre appartenenti a 16 diverse federazioni nazionali avevano fatto richiesta di partecipazione al torneo. Di queste squadre 10 avevano il posto assicurato per la partecipazione: le 9 squadre affiliate alle prime nove federazioni nel ranking della EHF e vincitrici dei rispettivi campionati nazionali, più il Flensburg-Handewitt perché la federazione tedesca aveva ricevuto un posto in più per la migliore posizione nel ranking della EHF European League 2020-2021.
Il 19 giugno 2020 il comitato esecutivo della EHF ha comunicato la lista delle 16 squadre ammesse alla competizione, e quindi la lista delle 7 squadre la cui richiesta di partecipazione era stata accettata. Vennero assegnati ai polacchi del Wisła Płock e ai rumeni della Dinamo Bucarest i due posti di riserva nel caso una o più squadre avesse avuto problemi di partecipazione a causa della pandemia di COVID-19. Venne respinta la richiesta di partecipazione dei macedoni del Pelister, degli spagnoli dell'Ademar León, dei danesi del GOG, dei portoghesi dello Sporting CP, degli svizzeri del Kadetten Sciaffusa e dei turchi del Beşiktaş.
| Ammesse direttamente | Ammesse direttamente | Ammesse direttamente | Ammesse direttamente |
| -------------------- | -------------------- | -------------------- | -------------------- |
| Paris-Saint Germain  | Kiel                 | Vardar               | Veszprém             |
| Barcellona           | Kielce               | Aalborg              | Zagabria             |
| Porto                | Flensburg-Handewitt  |                      |                      |
| Ammesse su invito    |                      |                      |                      |
| Nantes               | Pick Szeged          | Meshkov Brest        | Motor Zaporižžja     |
| Celje                | Elverum              |                      |                      |

## Turni e sorteggi
| Turno            | Sorteggio      | Andata                                | Ritorno                               |
| ---------------- | -------------- | ------------------------------------- | ------------------------------------- |
| Fase a gironi    | 1º luglio 2020 | dal 16 settembre 2020 al 4 marzo 2021 | dal 16 settembre 2020 al 4 marzo 2021 |
| Ottavi di finale | -              | 31 marzo - 1º aprile 2021             | 7-8 aprile 2021                       |
| Quarti di finale | -              | 12-13 maggio 2021                     | 19-20 maggio 2021                     |
| Final four       | -              | 12-13 giugno 2021 a Colonia           | 12-13 giugno 2021 a Colonia           |

## Fase a gironi

### Girone A

#### Classifica finale
| Pos | Squadra             | Pt | G  | V  | N | P  | GF  | GS  | DG  |
| --- | ------------------- | -- | -- | -- | - | -- | --- | --- | --- |
| 1.  | Flensburg-Handewitt | 21 | 14 | 10 | 1 | 3  | 341 | 336 | +5  |
| 2.  | Paris-Saint Germain | 19 | 14 | 9  | 1 | 4  | 388 | 327 | +61 |
| 3.  | Kielce              | 19 | 14 | 9  | 1 | 4  | 442 | 414 | +28 |
| 4.  | Meshkov Brest       | 15 | 14 | 7  | 1 | 6  | 383 | 380 | +3  |
| 5.  | Porto               | 12 | 14 | 5  | 2 | 7  | 361 | 362 | -1  |
| 6.  | Pick Szeged         | 12 | 14 | 6  | 0 | 8  | 318 | 329 | -11 |
| 7.  | Vardar              | 9  | 14 | 3  | 3 | 8  | 335 | 350 | -15 |
| 8.  | Elverum             | 5  | 14 | 2  | 1 | 11 | 387 | 457 | -70 |

#### Risultati
Le partite non disputate nel corso della fase a gironi sono state fissate a tavolino dall'EHF sul 10-0 o sul 5-5 sulla base delle motivazioni che avevano portato al rinvio.
|                     | ELV   | FLE   | KIE   | MES   | PSG   | PIC   | POR   | VAR   |
| ------------------- | ----- | ----- | ----- | ----- | ----- | ----- | ----- | ----- |
| Elverum             | ––––  | 29-30 | 22-31 | 33-31 | 29-44 | 0-10  | 31-38 | 32-35 |
| Flensburg-Handewitt | 37-35 | ––––  | 31-30 | 29-29 | 28-27 | 26-24 | 36-29 | 0-10  |
| Kielce              | 39-29 | 28-31 | ––––  | 34-27 | 35-33 | 26-23 | 32-30 | 36-29 |
| Meshkov Brest       | 29-27 | 26-28 | 35-30 | ––––  | 32-31 | 26-24 | 10-0  | 24-22 |
| Paris-Saint Germain | 35-29 | 28-29 | 37-26 | 33-26 | ––––  | 10-0  | 29-28 | 5-5   |
| Pick Szeged         | 36-27 | 0-10  | 26-30 | 30-27 | 29-32 | ––––  | 35-31 | 34-33 |
| Porto               | 28-30 | 10-0  | 32-32 | 27-25 | 31-34 | 25-19 | ––––  | 27-24 |
| Vardar              | 34-34 | 31-26 | 29-33 | 32-36 | 0-10  | 26-28 | 25-25 | –––-  |

### Girone B

#### Classifica finale
| Pos | Squadra          | Pt | G  | V  | N | P  | GF  | GS  | DG  |
| --- | ---------------- | -- | -- | -- | - | -- | --- | --- | --- |
| 1.  | Barcellona       | 28 | 14 | 14 | 0 | 0  | 505 | 412 | +93 |
| 2.  | Veszprém         | 20 | 14 | 9  | 2 | 3  | 443 | 392 | +51 |
| 3.  | Kiel             | 16 | 14 | 7  | 2 | 5  | 394 | 378 | +16 |
| 4.  | Aalborg          | 14 | 14 | 7  | 0 | 7  | 397 | 411 | -14 |
| 5.  | Motor Zaporižžja | 14 | 14 | 7  | 0 | 7  | 389 | 411 | -22 |
| 6.  | Nantes           | 12 | 14 | 5  | 2 | 7  | 388 | 378 | +10 |
| 7.  | Celje            | 8  | 14 | 4  | 0 | 10 | 372 | 413 | -41 |
| 8.  | Zagabria         | 0  | 14 | 0  | 0 | 14 | 369 | 462 | -93 |

#### Risultati
Le partite non disputate nel corso della fase a gironi sono state fissate a tavolino dall'EHF sul 10-0 sulla base delle motivazioni che avevano portato al rinvio.
|                  | AAL   | BAR   | CEL   | KIE   | MOT   | NAN   | PPD   | VES   |
| ---------------- | ----- | ----- | ----- | ----- | ----- | ----- | ----- | ----- |
| Aalborg          | ––––  | 32-35 | 0-10  | 23-31 | 38-29 | 32-24 | 38-29 | 27-33 |
| Barcellona       | 42-33 | ––––  | 42-28 | 29-25 | 42-34 | 30-29 | 45-27 | 37-30 |
| Celje            | 29-31 | 29-32 | ––––  | 24-35 | 31-32 | 25-31 | 29-28 | 25-29 |
| Kiel             | 28-26 | 26-32 | 33-29 | ––––  | 34-23 | 27-35 | 36-30 | 31-31 |
| Motor Zaporižžja | 27-29 | 25-30 | 31-29 | 10-0  | ––––  | 29-28 | 29-25 | 34-37 |
| Nantes           | 38-29 | 27-35 | 28-30 | 24-24 | 31-32 | ––––  | 30-28 | 24-28 |
| PPD Zagabria     | 26-27 | 33-37 | 22-30 | 21-31 | 23-24 | 24-34 | ––––  | 28-35 |
| Veszprém         | 30-32 | 34-37 | 39-24 | 41-33 | 34-30 | 5-5   | 37-25 | –––-  |

## Fase a eliminazione diretta

### Ottavi di finale
Le gare di andata degli ottavi di finale si sono disputate il 31 marzo, il 1º e 2 aprile 2021, mentre le gare di ritorno il 5, 7 e 8 aprile 2021. Le partite tra il PPD Zagabria e il Flensburg-Handewitt, che si sarebbero dovute disputare il 7 e 8 aprile, non si sono giocate a causa di diversi casi di positività al COVID-19 nel PPD Zagabria. Di conseguenza, le due sfide sono state date vinte 10-0 a tavolino al Flensburg-Handewitt, che ha così passato il turno.
| Squadra 1        | Totale        | Squadra 2           | Andata  | Ritorno |
| ---------------- | ------------- | ------------------- | ------- | ------- |
| Zagabria         | 0 - 20        | Flensburg-Handewitt | 0 - 10  | 0 - 10  |
| Celje            | 48 - 68       | Paris-Saint Germain | 24 - 37 | 24 - 31 |
| Nantes           | 58 - 56       | Kielce              | 24 - 25 | 34 - 31 |
| Motor Zaporižžja | 55 - 60       | Meshkov Brest       | 32 - 30 | 23 - 30 |
| Elverum          | 44 - 76       | Barcellona          | 25 - 37 | 19 - 39 |
| Vardar           | 57 - 80       | Veszprém            | 27 - 41 | 30 - 39 |
| Pick Szeged      | 56 - 66       | Kiel                | 28 - 33 | 28 - 33 |
| Porto            | 56 - 56 (gfc) | Aalborg             | 32 - 29 | 24 - 27 |

### Quarti di finale
Le gare di andata dei quarti di finale si sono disputate il 12 e 13 maggio 2021, mentre le gare di ritorno il 19 e 20 maggio 2021.
| Squadra 1     | Totale  | Squadra 2           | Andata  | Ritorno |
| ------------- | ------- | ------------------- | ------- | ------- |
| Meshkov Brest | 57 - 73 | Barcellona          | 29 - 33 | 28 - 40 |
| Aalborg       | 55 - 54 | Flensburg-Handewitt | 26 - 21 | 29 - 33 |
| Nantes        | 62 - 60 | Veszprém            | 32 - 28 | 30 - 32 |
| Kiel          | 59 - 63 | Paris-Saint Germain | 31 - 29 | 28 - 34 |

### Final four
Il sorteggio per la definizione degli accoppiamenti nella final four si è tenuto il 25 maggio 2021.

#### Tabellone
|  | Semifinali          | Semifinali          | Semifinali |            |         | Finale              | Finale              | Finale          |  |
|  |                     |                     |            |            |         |                     |                     |                 |  |
|  | Paris-Saint Germain | Paris-Saint Germain | 33         |            |         |                     |                     |                 |  |
|  | Paris-Saint Germain | Paris-Saint Germain | 33         |            |         |                     |                     |                 |  |
|  | Aalborg             | Aalborg             | 35         |            |         |                     |                     |                 |  |
|  | Aalborg             | Aalborg             | 35         |            | Aalborg | Aalborg             | 23                  |                 |  |
|  |                     |                     |            |            | Aalborg | Aalborg             | 23                  |                 |  |
|  |                     |                     | Barcellona | Barcellona | 36      |                     |                     |                 |  |
|  | Barcellona          | Barcellona          | Barcellona | Barcellona | 36      | 31                  |                     |                 |  |
|  | Barcellona          | Barcellona          |            |            |         | 31                  |                     |                 |  |
|  | Nantes              | Nantes              | 26         |            |         | Finale 3º posto     | Finale 3º posto     | Finale 3º posto |  |
|  | Nantes              | Nantes              | 26         |            |         |                     |                     |                 |  |
|  |                     |                     |            |            |         |                     |                     |                 |  |
|  |                     |                     |            |            |         | Paris-Saint Germain | Paris-Saint Germain | 31              |  |
|  |                     |                     |            |            |         | Paris-Saint Germain | Paris-Saint Germain | 31              |  |
|  |                     |                     |            |            |         | Nantes              | Nantes              | 28              |  |

#### Semifinali
| Arbitro: | Lah, Sok |

|          |           |         |
| Remili 7 | Marcatori | Claar 9 |

| Arbitro: | Kurtagic, Wetterwik |

|       |           |                |
| Mem 6 | Marcatori | Rivera Folch 6 |

#### Finale 3º posto
| Arbitro: | Brunner, Salah |

|         |           |        |
| Minne 5 | Marcatori | Solé 5 |

#### Finale
| Arbitro: | Horáček, Novotný |

|         |           |           |
| Gómez 9 | Marcatori | Sandell 8 |

## Statistiche

### Classifica marcatori
Fonte: sito EHF.
| Pos. | Nome                | Squadra             | Reti |
| ---- | ------------------- | ------------------- | ---- |
| 1    | Valero Rivera Folch | Nantes              | 95   |
| 2    | Dika Mem            | Barcellona          | 93   |
| 2    | Mikita Vajlupaŭ     | Meshkov Brest       | 93   |
| 4    | Aleix Gómez         | Barcellona          | 92   |
| 5    | Alex Dujshebaev     | Kielce              | 90   |
| 6    | Mikkel Hansen       | Paris-Saint Germain | 88   |
| 7    | Niclas Ekberg       | Kiel                | 83   |
| 8    | Petar Nenadić       | Veszprém            | 73   |
| 8    | Sander Sagosen      | Kiel                | 73   |
| 10   | Nedim Remili        | Paris-Saint Germain | 72   |

## Premi individuali
Migliori giocatori del torneo.
| Ruolo                               | Giocatore               | Squadra             |
| ----------------------------------- | ----------------------- | ------------------- |
| Migliore difensore                  | Henrik Møllgaard        | Aalborg             |
| Migliore giovane giocatore          | Dylan Nahi              | Paris-Saint Germain |
| Migliore allenatore                 | Alberto Entrerríos      | Nantes              |
| Portiere                            | Niklas Landin Jacobsen  | Kiel                |
| Ala sinistra                        | Valero Rivera Folch     | Nantes              |
| Terzino sinistro                    | Mikkel Hansen           | Paris-Saint Germain |
| Centrale                            | Luka Cindrić            | Barcellona          |
| Terzino destro                      | Dika Mem                | Barcellona          |
| Ala destra                          | Aleix Gómez             | Barcellona          |
| Pivot                               | Ludovic Fabregas        | Barcellona          |
| Migliore giocatore della final four | Gonzalo Pérez de Vargas | Barcellona          |